# Teresa Selma
Teresa Ramos Selma Monte (Puerto Píritu; 13 tháng 8 năm 1930  –  20 tháng 2 năm 2024) là một nữ diễn viên Venezuela. Cô đã đóng nhiều vai diễn trong phim ảnh, nhà hát, truyền hình và lồng tiếng.
Bà qua đời ở tuổi 93 vào ngày 20 tháng 2 năm 2024.

## Tuổi thơ
Selma học ngành tâm thần học ở Venezuela và sau đó thực hành trong năm năm. Trong thời kỳ cai trị của Marco Pérez Jiménez, cô di cư đến Mexico. Selma sau đó học sân khấu với đạo diễn Seki Sano.

## Nghề nghiệp
Cô ra mắt với tư cách là một nữ diễn viên trong vở kịch Tình yêu (1850), năm 1957. Cô đã hành động trong nhiều bộ phim truyền hình Mexico, bao gồm: La doctora (1964), A la busca (1967) và Cadenas de angustia (1969). Gần đây, cô đã tham gia vào các vở opera xà phòng như Ladrón de corazones, Vuélveme a querer và La doña.
Trong những năm 1960 và 70, Selma đã làm việc trong nhiều năm để lồng tiếng cho công ty CINSA hiện không còn tồn tại. Cô cung cấp một giọng nói Tây Ban Nha cho các nữ diễn viên bao gồm Patsy Kelly, Janet Margolin và Marilyn Monroe.
Tác phẩm gần đây nhất của Selma bao gồm các màn trình diễn trong các tác phẩm sân khấu như: El último verano de Sarah Bernhardt (2011), Arráncame la vida (2013)  và Yo Soy Carlos Marx (2014).

## Vinh danh
Năm 2015, Selma được vinh danh có sự nghiệp kéo dài 65 năm tại Mùa nghệ thuật biểu diễn thế giới Quetzalcoatl của Isabel Quintanar, chủ tịch Trung tâm Mexico của Viện Sân khấu Quốc tế (ITI).